# Endocarpon petrolepideum
Endocarpon petrolepideum är en lavart som först beskrevs av William Nylander och fick sitt nu gällande namn av Auguste-Marie Hue. 
Endocarpon petrolepideum ingår i släktet Endocarpon och familjen Verrucariaceae. Inga underarter finns listade i Catalogue of Life.